# Veronica Vařeková
Veronika Vařeková (19 de junio de 1977) es una modelo checa. Es más conocida simplemente como Veronica Varekova.

## Biografía
Nativa de Olomouc, República Checa, Varekova se mudó a Nueva York a la edad de 19 años para asistir a la prestigiosa Parsons School of Design. Al llegar a Manhattan, se topó con Next Models, quienes la contrataron al momento.
Varekova ha aparecido en las portadas de diversas revistas, entre ellas Sports Illustrated Swimsuit Issue. Ha sido fotografiada por Patrick Demarchelier, Gilles Bensimon, Ellen Von Unsworth, Greg Kadel y Peter Lindbergh, y ha aparecido en campañas de Gap, Chanel, Guess, Nivea, Escada, Chopard, Pantene, Ungaro, Patek Philippe, Hublot, Victoria's Secret y Newport News. Ha aparecido en programas de televisión como The Tonight Show with Jay Leno, Jimmy Kimmel Live!, CNN, Charlie Rose y Fox and Friends.
Varekova ha aparecido en Sports Illustrated Swimsuit Issue ocho veces: de 1999 a 2002 y de 2004 a 2007. Apareció en la portada en 2004. Ha aparecido en la portada de Marie Claire, Vogue, Harpers & Queen, Maxim, y Cosmopolitan.